# Qualificazioni alla Coppa COSAFA 2005
Sono elencate di seguito le date e i risultati per le qualificazioni alla Coppa COSAFA 2005.

## Formula
13 membri COSAFA: Angola (come detentore del titolo) è qualificato direttamente alla fase finale. Rimangono 12 squadre per 3 posti disponibili per la fase finale: le qualificazioni si compongono di un turno unico.
- Turno unico - 12 squadre, divise in tre gruppi da quattro squadre, giocano playoff di sola andata. Le vincenti si qualificano alla fase finale.

## Turno unico

### Gruppo A

#### Tabellone
|  | Semifinali | Semifinali | Semifinali |           |           | Finale    | Finale | Finale |  |
|  |            |            |            |           |           |           |        |        |  |
|  | Seychelles | Seychelles | 0          |           |           |           |        |        |  |
|  | Seychelles | Seychelles | 0          |           |           |           |        |        |  |
|  | Sudafrica  | Sudafrica  | 3          |           |           |           |        |        |  |
|  | Sudafrica  | Sudafrica  | 3          |           | Sudafrica | Sudafrica | 1      |        |  |
|  |            |            |            |           | Sudafrica | Sudafrica | 1      |        |  |
|  |            |            | Mauritius  | Mauritius | 0         |           |        |        |  |
|  | Mauritius  | Mauritius  | Mauritius  | Mauritius | 0         | 2         |        |        |  |
|  | Mauritius  | Mauritius  |            |           |           |           |        |        |  |
|  | Madagascar | Madagascar | 0          |           |           |           |        |        |  |

#### Semifinali
| Arbitro: | Roheemun |

|  |           |                              |
|  | Marcatori | 12’, 16’ Mphela 44’ Chabangu |

| Arbitro: | Fakude |

|                     |           |  |
| Appou 44’ Louis 48’ | Marcatori |  |

#### Finale
| Arbitro: | Mnkantjo |

|  |           |            |
|  | Marcatori | 36’ Mphela |

Sudafrica qualificato alla fase finale.

### Gruppo B

#### Tabellone
|  | Semifinali | Semifinali | Semifinali |          |          | Finale   | Finale | Finale |  |
|  |            |            |            |          |          |          |        |        |  |
|  | Mozambico  | Mozambico  | 0          |          |          |          |        |        |  |
|  | Mozambico  | Mozambico  | 0          |          |          |          |        |        |  |
|  | Zimbabwe   | Zimbabwe   | 3          |          |          |          |        |        |  |
|  | Zimbabwe   | Zimbabwe   | 3          |          | Zimbabwe | Zimbabwe | 2      |        |  |
|  |            |            |            |          | Zimbabwe | Zimbabwe | 2      |        |  |
|  |            |            | Botswana   | Botswana | 0        |          |        |        |  |
|  | Namibia    | Namibia    | Botswana   | Botswana | 0        | 1 (1)    |        |        |  |
|  | Namibia    | Namibia    |            |          |          |          |        |        |  |
|  | Botswana   | Botswana   | 1 (2)      |          |          |          |        |        |  |

#### Semifinali
| Arbitro: | Mufeti |

|  |           |                                     |
|  | Marcatori | 66’ (rig.) 78’ Chimedza 82’ Sandaka |

| Arbitro: | Sentso |

|           |                      |                 |
| Botes 35’ | Marcatori            | 90’ Moatlhaping |
|           | Tiri di rigore 1 – 2 |                 |

#### Finale
| Arbitro: | Mavunza |

|  |           |                       |
|  | Marcatori | 21’ Badza 58’ Sandaka |

Zimbabwe qualificato alla fase finale.

### Gruppo C

#### Tabellone
|  | Semifinali | Semifinali | Semifinali |        |        | Finale | Finale | Finale |  |
|  |            |            |            |        |        |        |        |        |  |
|  | Lesotho    | Lesotho    | 1          |        |        |        |        |        |  |
|  | Lesotho    | Lesotho    | 1          |        |        |        |        |        |  |
|  | Malawi     | Malawi     | 2          |        |        |        |        |        |  |
|  | Malawi     | Malawi     | 2          |        | Malawi | Malawi | 1      |        |  |
|  |            |            |            |        | Malawi | Malawi | 1      |        |  |
|  |            |            | Zambia     | Zambia | 2      |        |        |        |  |
|  | Zambia     | Zambia     | Zambia     | Zambia | 2      | 3      |        |        |  |
|  | Zambia     | Zambia     |            |        |        |        |        |        |  |
|  | Swaziland  | Swaziland  | 0          |        |        |        |        |        |  |

#### Semifinali
| Arbitro: | Mpanisi |

|           |           |                           |
| Potse 46’ | Marcatori | 54’ Chitsulo 73’ Zakazaka |

| Arbitro: | Chidoda |

|                             |           |  |
| Mbesuma 44’, 46’ Kalaba 56’ | Marcatori |  |

#### Finale
| Arbitro: | Nhlapo |

|                  |           |            |
| Mbesuma 79’, 85’ | Marcatori | 55’ Maduka |

Zambia qualificato alla fase finale.